# Пепелян, Кристине Рубеновна
Кристине Рубеновна Пепелян (арм. Քրիստինե Ռուբենի Պեպելյան; род. 22 апреля 1980, Ереван) — армянская поп-певица.

## Биография
Родилась в Ереване 22 апреля 1980 года.
В 1997 году окончила музыкальное училище, класс — скрипка, и поступила в ереванский университет Григора Зограпа. В 2005 году поступила в Ереванскую государственную консерваторию имени Комитаса, факультет джаз-вокал. Является одной из самых популярных поп-певиц Армении, широко известна в армянской диаспоре. Является победительницей национального музыкального фестиваля в 2004 и 2005 годах. Всего выпустила два студийных альбома, один сборник лучших песен, один DVD и девять видеоклипов.

## Дискография
- 2004 — Помнить (арм. Որ հիշես)
- 2005 — «About Me»
- 2007 — «Live in Concert»
- 2009 — «The Best»
- 2010 — «New Hits»
- 2011 — «The Best Of»
- 2013 — Спасибо (арм. Շնորհակալ եմ)
- 2014 — «Live Concert in Yerevan»

## Достижения
- 2003 — «Открытие года». Национальная музыкальная премия Армении [][арм.].
- 2004, 2005 — «Лучшая певица года». Национальная музыкальная премия Армении [][арм.].
- 2005 — «Лучший дуэт» с Флорой Мартиросян [][арм.].
- 2013 — «Певица года». Армянская музыкальная премия[8].
- 2013 — «Дуэт года». Музыкальная премия «Tashir-2013»[9].